# Juan Díaz (baseball, 1974)
Pour les articles homonymes, voir Juan Díaz et Diaz.
Pour le joueur de baseball dominicain, voir Juan Díaz (baseball, 1988).
Juan Carlos Díaz (né le 19 février 1974 à San José de las Lajas, Cuba) est un joueur de premier but des Ligues majeures de baseball ayant évolué avec les Red Sox de Boston en 2002.

## Carrière
Juan Díaz signe son premier contrat professionnel en 1996 avec les Dodgers de Los Angeles. Il passe trois saisons en ligues mineures avec des équipes affiliées aux Dodgers avant d'être mis sous contrat par les Red Sox de Boston le 4 mars 2000. La carrière de Diaz se déroule principalement dans les mineures avec des clubs associés aux Dodgers, aux Red Sox, aux Orioles de Baltimore, aux Twins du Minnesota et aux Cardinals de Saint-Louis. Il joue brièvement dans les Ligues majeures en 2002 avec Boston, disputant 4 matchs. Il débute le 12 juin et frappe son seul coup de circuit en carrière à sa dernière partie, le 23 juin, contre le lanceur Andy Ashby des Dodgers. Diaz présente une moyenne au bâton de ,286 avec deux coups sûrs en sept présences au bâton et deux points produits dans les majeures.